# 一力長五郎
一力 長五郎（いちりき ちょうごろう、1815年（文化12年） - 1859年9月21日（旧暦8月25日））は、常陸国河内郡若柴村（現在の茨城県龍ケ崎市若柴）出身で木瀬部屋に所属した大相撲力士。本名は山崎 安好（やまざき やすよし）。

## 来歴
常陸国河内郡若柴村で生まれる。1837年10月場所において序ノ口から初土俵を踏み、1849年11月場所で新入幕を果たした。結果的に三役昇進は果たせなかったものの、劔山谷右エ門、小柳常吉に強く、両者には無敗だったことから江戸相撲の中では「大物食い」として名を馳せた。1859年に奥州・一ノ関で行われた巡業に参加中、急逝した。44歳没。死因は病死または斬殺と伝わる。
出身地である龍ケ崎市若柴の星宮神社には、一力が奉納したと伝わる灯篭2基が残っている。

## 主な成績
- 通算幕内成績： 64勝40敗26分4預（18場所）